# Feryel Ouerghi
Feryel Ouerghi (arabe : فريال الورغي), épouse Sebaï (arabe : حرم السبعي), est une femme politique et économiste tunisienne, ministre de l'Économie et de la Planification de le janvier 2024 à août 2024.

## Biographie
Elle enseigne un temps à l'École supérieure des sciences économiques et commerciales de Tunis (ar), dont elle est titulaire d'un doctorat.
Elle est nommée ministre de l'Économie et de la Planification le 24 janvier 2024.

## Publications
- Les mécanismes de propagation des crises financières : fonctionnement et mesures, Sarrebruck, Éditions universitaires européennes, 2012, 328 p. (ISBN 978-3841799456, OCLC 863975288).